# مسجد السلطان قايتباي (الروضة)
مسجد قايتباي بالروضة أنشأه السلطان الأشرف أبو النصر قايتباى بين أعوام 886هـ/1481م - 896هـ/1491م. أول من بنى الجامع في موقعه الحالي هو محمد بن فضل الله القاضي فخر الدين بالفخر - ناظر الجيش- المتوفي سنة 732هـ (1332م) في أيام سلطنة الناصر محمد بن قلاوون الثالثة. وجدده الصاحب شمس الدين عبد الله المقسي فعرف بجامع المقسي، ثم تخرب وتوقفت إقامة الشعائر فيه حتى أمر السلطان قايتباى في سنة 886هـ/1481م بهدمه وإعاد بناءه من جديد وزاد في مساحته وانشأ حوله الحدائق والعمائر. وفي سنة 1216هـ/1801م احترق الجامع بسبب انفجار مخزن للبارود كان بجواره، وأتى الحريق على معظم العناصر الخشبية القديمة به. ولذلك يُعد هذا الجامع أقل المساجد التي بناها قايتباي زخرفاً. والجامع كائن بشارع جامع قايتباى بالروضة، ويتبع منطقة آثار مصر القديمة.
صمم على نمط تخطيط المدارس الذي يتألف من صحن أوسط مكشوف يحيط به أربعة إيوانات أكبرها إيوان القبلة وهو الإيوان الشرقي وبه محراب من الحجر. يوجد المدخل الرئيسي بالواجهة الشرقية وقد كتب على جانبيه اسم قايتباي وألقابه وهو مبني بأحجار صفراء وبيضاء يعلوه عقد مدائني ثلاثي، وترتفع مئذنة الجامع على يسار الباب وهي مبنية بالحجر وتتألف من ثلاث دورات.

## معرض صور

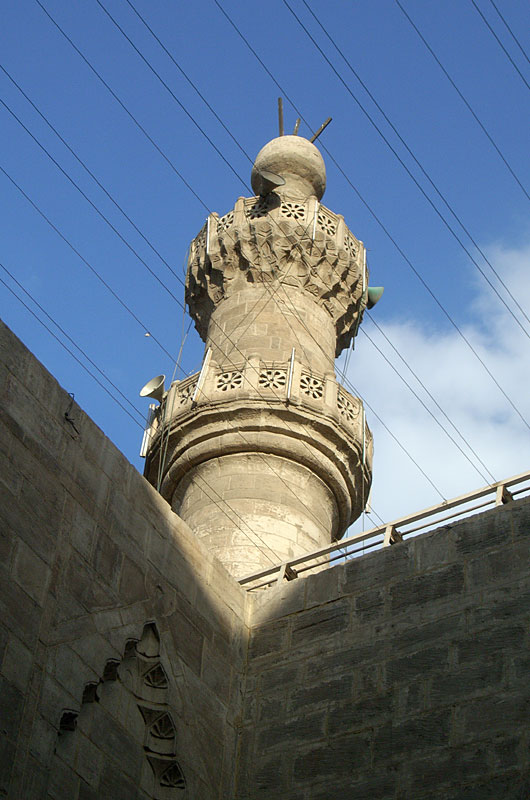
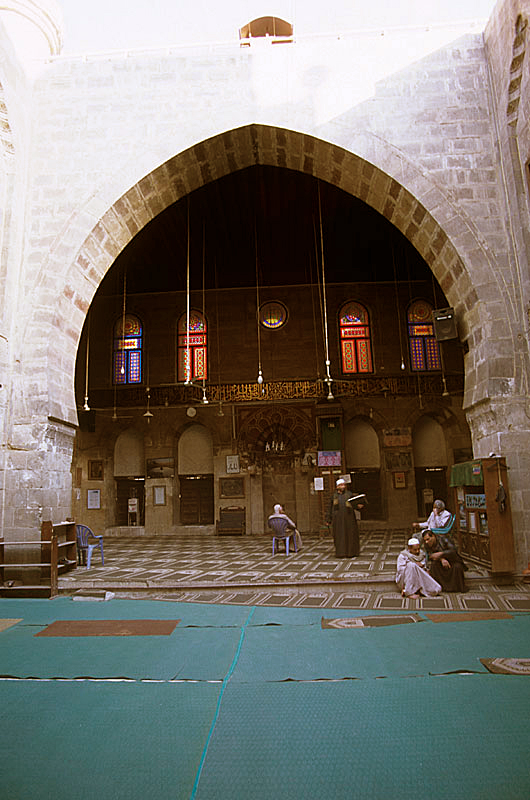
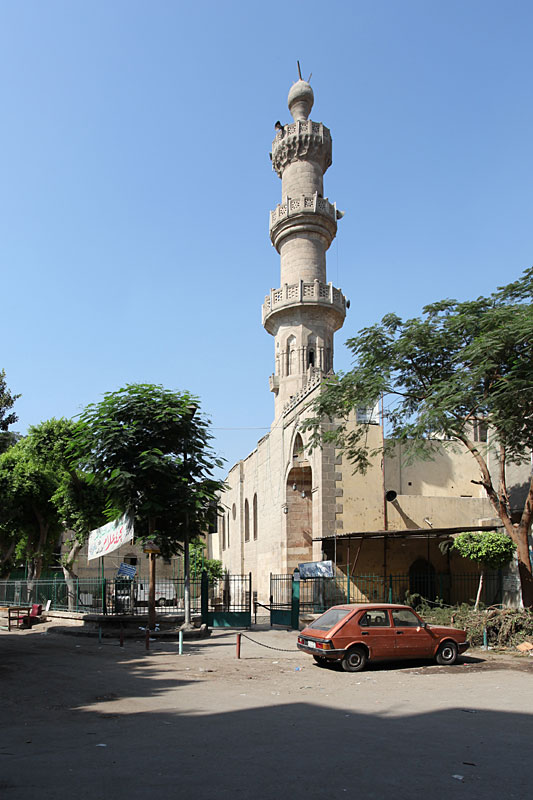